# 光明站 (黑龙江)
光明站是位于黑龙江省齐齐哈尔市讷河市六合镇黎明村的一个铁路车站，邮政编码161300。车站建于1985年，有富西铁路经过该站，现办理旅客乘降和行李、包裹托运业务，不办理货运营业，车站及其上下行区间均未电气化。车站距离富裕站56公里，离古莲站804公里，隶属中国铁路哈尔滨局集团，是五等站。